# ليام هاريسون
ليام هاريسون (بالإنجليزية: Liam Harrison)‏ هو مغني وكاتب أغاني أيرلندي، ولد في 1953.